# Millettia decipiens
Millettia decipiens là một loài rau đậu thuộc họ Fabaceae.
Loài này chỉ có ở Malaysia.
Chúng hiện đang bị đe dọa vì mất môi trường sống.